# Tundabia ugandensis
Tundabia ugandensis is een hooiwagen uit de familie Assamiidae.